# Proutiana ferrorubrata
Proutiana ferrorubrata är en fjärilsart som beskrevs av Walker 1862. Proutiana ferrorubrata ingår i släktet Proutiana och familjen mätare. Inga underarter finns listade i Catalogue of Life.